# Helan och Halvan som dörrknackare
Helan och Halvan som dörrknackare (engelska: One Good Turn) är en amerikansk komedifilm med Helan och Halvan från 1931 regisserad av James W. Horne.

## Handling
Helan och Halvan har varken hem eller mat när ringer på hos en äldre dam och tigger om mat. Hon bjuder dem på några smörgåsar och kaffe. Medan de äter hör de att den äldre damen kommer att kastas ut ur hennes hus eftersom hon tidigare blivit rånad och inte kan betala sin inteckning. Det de inte vet är att detta egentligen är en repetition av en pjäs.
Helan och Halvan bestämmer sig för att ge damen pengar genom att sälja sin bil. Under auktionen råkar en berusad man stoppa ner sin plånbok i Halvans ficka. Helan anklagar honom för att ha rånat damen, men när de återvänder till hennes hus får de reda på hur det hela ligger till. Halvan bestämmer sig för att hämnas på Helan.

## Om filmen
När filmen hade Sverigepremiär den 6 mars 1933 på biograferna Rialto och Biograf-Palatset gick den under titeln Helan och Halvan som dörrknackare. Alternativa titlar till filmen är Samvetet vaknar (1945) och Helan och Halvans bättre jag (1970).
Filmens slut där Halvan (Stan) börjar slå och sparka Helan (Ollie) var Stan Laurel's då 3-åriga dotter Lois' idé, då hon tyckte att Ollie var lite för elak mot hennes pappa. Därför ville hon att han skulle ge igen på Ollie.
Filmen finns utgiven på DVD och Blu-ray.

## Rollista (i urval)
- Stan Laurel – Stan (Halvan)
- Oliver Hardy – Ollie (Helan)
- Mary Carr – den äldre damen
- James Finlayson – sig själv
- Gordon Douglas – skådespelare
- Billy Gilbert – berusad man
- Baldwin Cooke – passerande man
- William Gillespie – oidentifierad roll[2]